# Jedi Blue
Jedi Blue es el nombre de un acuerdo entre Alphabet y Meta Platforms que daba a Facebook una ventaja ilegal en las subastas de anuncios de Google a cambio de la promesa de Facebook de que pondría fin a sus propios planes de servicios publicitarios.

## Historia
En 2007 Google compró DoubleClick y su sistema de publicidad DoubleClickForPublishers. Header bidding surgió en 2017 como una nueva forma de comprar espacio publicitario. Permitió a los anunciantes participar en subastas a través de múltiples plataformas publicitarias (como la de Google). Facebook anunció planes para ser compatible con el header bidding. Esto permitiría a los anunciantes de Facebook eludir la plataforma de Google, sumando a los ingresos de Facebook y restando a los de Google. En 2018, Facebook y Google llegaron a un acuerdo que llevó a Facebook a retirarse del header bidding que se convirtió en el centro de la demanda.
Varios estados demandaron a Google en 2020. Los detalles sobre el acuerdo se obtuvieron en el curso de la demanda.

## Acuerdo
Facebook acordó reducir su participación en la puja de cabeceras a cambio de "información, velocidad y otras ventajas" que supondría seguir con Google. Facebook recibiría una garantía del 90% de las subastas independientemente de las pujas; 300 ms para pujar (frente a los 160 ofrecidos a otros), junto con la capacidad de identificar al 80% de los usuarios de teléfonos inteligentes y al 60% de los usuarios de la web.

## Respuestas de los demandados

### Google
El portavoz de Google, Peter Schottenfels, dijo: "A pesar de los tres intentos del fiscal general Paxton de reescribir su denuncia, sigue estando llena de inexactitudes y carece de mérito legal". "Existe una vigorosa competencia en la publicidad en línea, que ha reducido las tarifas de la tecnología publicitaria, y ha ampliado las opciones para los editores y anunciantes."

### Facebook
El portavoz de Meta, Christopher Sgro, dijo: "El acuerdo de licitación no exclusiva de Meta con Google y los acuerdos similares que tenemos con otras plataformas de licitación, han ayudado a aumentar la competencia para la colocación de anuncios[...] Estas relaciones comerciales permiten a Meta ofrecer más valor a los anunciantes, mientras que compensan de manera justa a los editores, lo que origina unos mejores resultados para todos."